# Henrik III av England
Henrik III (engelska: Henry III), född 1 oktober 1207 på Winchester Castle i Winchester i Hampshire, död 16 november 1272 i Westminster i London, var kung av England från 1216 till 1272. Han var son till Johan utan land och Isabella av Angouleme.

## Biografi
Henrik III är en av de minst kända brittiska monarkerna med tanke på hans långa regeringstid. Han var den första barnkungen i den engelska kungahistorien.
Enligt Nicholas Trevet var Henrik en satt man av medellängd, med en smal panna och ett hängande ögonlock på vänster sida, (ptos), (något som hans son, Edvard I ärvde).
Vid Johans död kröntes den då nioårige Henrik hastigt i Gloucester, då de baroner som hade stött den franske prins Ludvigs invasion för att avsätta Johan såg den unge prinsen som ett säkrare val. Henriks förmyndare deklarerade omedelbart att det var deras intention att styra enligt Magna Charta vilket de gjorde under Henriks omyndighetstid. Magna Charta återutfärdades 1217 som ett tecken på välvilja mot baronerna. Landet styrdes av förmyndare fram till 1227.
Då Henrik blev myndig var han dock angelägen om att återställa kungamakten och såg en förebild i den franska monarkins autokratiska modell. Henrik gifte sig med Eleanora av Provence och upphöjde många av sina franska släktingar till maktpositioner och förmögenhet. Exempelvis innehade en i släkten Poitevin, Peter des Riveaux, tjänst som hushållets kassör, väktare över kungens garderob och sigill och sheriffämbetet för tjugoen engelska grevskap samtidigt. Henriks benägenhet att styra under lång tid utan några officiellt tillsatta ministrar som kunde hållas ansvariga för sina handlingar och beslut verkade inte göra saken enklare. Många engelska baroner kom att se hans styrelsemetoder som främmande.
Henrik själv, å andra sidan, var väldigt intresserad av dyrkan av den anglosaxiska helgonkungen Edvard Bekännaren som hade kanoniserats 1161. Då han fick veta att S:t Edvard klädde sig anspråkslöst, bestämde sig Henrik att göra likadant och bar endast de enklaste dräkter. Han lät utföra en väggmålning av helgonet i sitt sovrum för inspiration före och efter sömn och självklart uppkallade han sin äldste son efter honom. Henrik utsåg Westminster, där S:t Edvard hade grundat kyrkan, som en fast plats för makten i England och Westminster Hall blev därmed den största ceremoniella platsen i riket, där rådet av adelsmän även sammanträdde. Henrik utsåg franska arkitekter från Reims för ombyggnadsarbetet av Westminster Abbey i gotisk stil och det kostsamma arbetet inleddes 1245. Mittpunkten i Henriks ombyggda Westminster Abbey skulle komma att bli en helgedom åt helgonkungen Edvard.
Henrik var extremt from och hans resor blev ofta försenade då han krävde flera gudstjänster varje dag. Han tog så lång tid på sig att komma till det franska hovet att hans svåger, kung Ludvig IX av Frankrike, förbjöd präster att befinna sig längs Henriks färdväg. Under ett tillfälle, återberättat av Roger av Wendover, ska kung Henrik ha sagt, då han skulle möta prästerskapet; 
"Om de [prästerskapet] visste hur mycket jag, i min vördnad för Gud, är rädd för dem och hur rädd jag är att förolämpa dem, skulle de trampa på mig som på en gammal utsliten sko."
Henriks upphöjande av utländska gunstlingar, huvudsakligen sin hustrus farbröder och sina egna halvsyskon, var impopulärt bland hans undersåtar och baroner. Han var även överdådigt krävande och girig då hans första barn prins Edvard föddes, då krävde han att Londonborna skulle skänka dyra gåvor för att fira födelsen, och han sände även tillbaka gåvor som han inte var nöjd med. Matthew Paris berättar att någon sade: "Gud gav oss detta barn, men kungen säljer honom till oss".

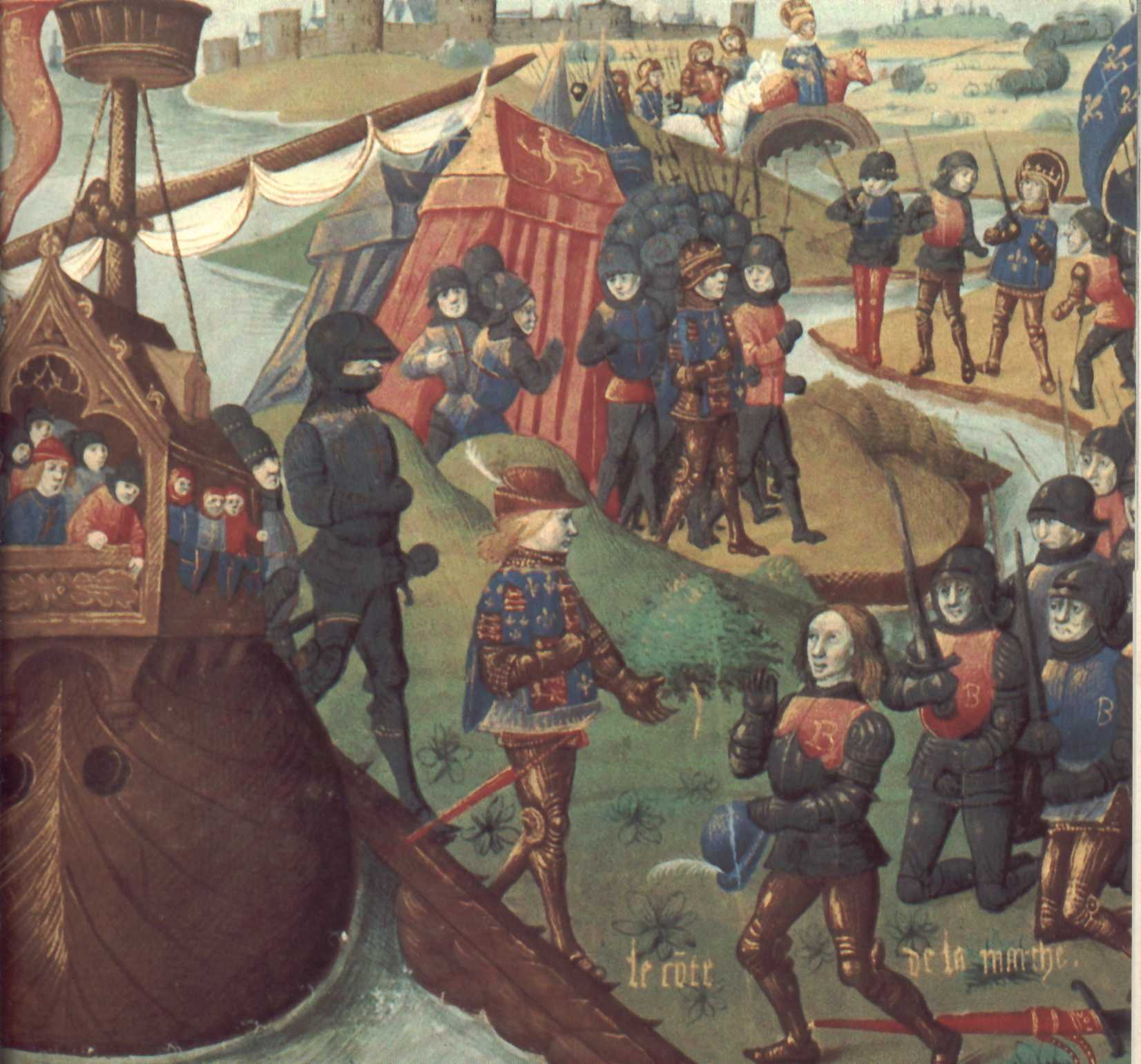
Henrik III:s landstigning i Akvitanien. (Bibliothèque Nationale, MS fr. 2829, folio 18)

Henriks regeringstid kom att kännetecknas av inbördes stridigheter, då de engelska baronerna ledda av de Montfort krävde mer att säga till om hur landet skulle styras. Den franskfödde Simon de Montfort hade ursprungligen varit en av de utländska uppkomlingarna som föraktats av många, liksom andra av Henriks utländska rådgivare. Efter att han gift sig med Henriks syster Eleanor utan att först rådfråga Henrik, utvecklades en fejd mellan de båda.
Henrik blev även indragen i finansieringen av ett krig på Sicilien å påvens vägnar för att få en titel till sin andre son Edmund i gengäld, en statsangelägenhet som gjorde många baroner rädda att Henrik skulle gå i sin fars fotspår och skulle behöva kontrolleras precis som de gjort med kung Johan. De Montfort blev ledare för de som ville återinsätta Magna Carta och tvinga kungen att överlämna mer makt åt baronrådet. 1258 tvingade sju ledande baroner Henrik att gå med på Oxfordbestämmelserna vilket gav ett råd med femton baroner makten att styra riket och att ett parlament skulle sammanträda vart tredje år för att övervaka deras arbete.
Henrik tvingades att delta i att svära en kollektiv ed angående Oxfordbestämmelserna. Under de följande åren polariserades de som stödde de Montfort och de som stödde kungen allt mer; Henrik lyckades få en påvlig bulla 1261 som friade honom från eden och båda sidor började att rusta sina arméer, rojalisterna under Edvard Longshanks, Henriks äldste son. Inbördeskrig (känt som Andra baronkriget) följde.
Den karismatiske de Montfort och hans trupper hade erövrat huvuddelen av sydöstra England 1263 och vid Slaget vid Lewes 14 maj 1264, besegrades Henrik och tillfångatogs av de Montforts armé. Medan Henrik blev en marionettkonung, breddade de Montfort sitt inflytande över alla Englands counties och i många viktiga städer – i grupper utöver adeln. Henrik och Edvard satt fortfarande i husarrest. Under den korta tid som följde var England mycket nära ett avskaffande av monarkin och många baroner som inledningsvis hade stått bakom de Montfort började misstänka att han hade gått för långt i sin reformiver.
Bara femton månader senare rymde dock Edvard Longshanks ur fångenskapen och ledde åter rojalisterna i strid, vilket kastade om rollerna för de Montfort i Slaget vid Evesham 1265. Efter denna seger utsattes rebellerna för grym vedergällning.
Henriks helgedom åt Edvard Bekännaren färdigställdes 1269 och helgonets reliker installerades. Från omkring 1270 lämnade Henrik i praktiken över styrandet till sin son. Han dog 1272 och hans kropp lades tillfälligt i Bekännarens grav medan hans egen sarkofag byggdes i Westminster Abbey.
Henrik efterträddes av sin son Edvard Longshanks – Edvard I av England.
I Den gudomliga komedin ser Dante Henrik ("det enkla levernets kung") sittande utanför skärseldens portar tillsammans med andra samtida europeiska härskare.

## Äktenskap och barn
Henrik gifte sig 14 januari 1236 i Katedralen i Canterbury, Kent, England med Eleanora av Provence, och paret fick åtminstone fem barn:
1. Edvard I (1239–1307)
2. Margareta (1240–1275), g.m kung Alexander III av Skottland
3. Beatrice (1242–1275), g.m hertig Johan II av Bretagne
4. Edmund Krokrygg (1245–1296)
5. Katharine (1253–1257)

## Anfäder
|            |  |  |  |  |  |  |  |                       |  |  |  |  |  |  |  |                        |  |  |  |  |  |  |  | Gottfrid V av Anjou     |
|            |  |  |  |  |  |  |  |                       |  |  |  |  |  |  |  |                        |  |  |  |  |  |  |  |                         |
|            |  |  |  |  |  |  |  |                       |  |  |  |  |  |  |  | Henrik II av England   |  |  |  |  |  |  |  |                         |
|            |  |  |  |  |  |  |  |                       |  |  |  |  |  |  |  |                        |  |  |  |  |  |  |  |                         |
|            |  |  |  |  |  |  |  |                       |  |  |  |  |  |  |  |                        |  |  |  |  |  |  |  | Matilda av England      |
|            |  |  |  |  |  |  |  |                       |  |  |  |  |  |  |  |                        |  |  |  |  |  |  |  |                         |
|            |  |  |  |  |  |  |  | Johan av England      |  |  |  |  |  |  |  |                        |  |  |  |  |  |  |  |                         |
|            |  |  |  |  |  |  |  |                       |  |  |  |  |  |  |  |                        |  |  |  |  |  |  |  |                         |
|            |  |  |  |  |  |  |  |                       |  |  |  |  |  |  |  |                        |  |  |  |  |  |  |  | Vilhelm X av Akvitanien |
|            |  |  |  |  |  |  |  |                       |  |  |  |  |  |  |  |                        |  |  |  |  |  |  |  |                         |
|            |  |  |  |  |  |  |  |                       |  |  |  |  |  |  |  | Eleonora av Akvitanien |  |  |  |  |  |  |  |                         |
|            |  |  |  |  |  |  |  |                       |  |  |  |  |  |  |  |                        |  |  |  |  |  |  |  |                         |
|            |  |  |  |  |  |  |  |                       |  |  |  |  |  |  |  |                        |  |  |  |  |  |  |  | Aenor av Châtellerault  |
|            |  |  |  |  |  |  |  |                       |  |  |  |  |  |  |  |                        |  |  |  |  |  |  |  |                         |
| Henrik III |  |  |  |  |  |  |  |                       |  |  |  |  |  |  |  |                        |  |  |  |  |  |  |  |                         |
|            |  |  |  |  |  |  |  |                       |  |  |  |  |  |  |  |                        |  |  |  |  |  |  |  | Vilhelm VI av Angoulême |
|            |  |  |  |  |  |  |  |                       |  |  |  |  |  |  |  |                        |  |  |  |  |  |  |  |                         |
|            |  |  |  |  |  |  |  |                       |  |  |  |  |  |  |  | Aymer av Angoulême     |  |  |  |  |  |  |  |                         |
|            |  |  |  |  |  |  |  |                       |  |  |  |  |  |  |  |                        |  |  |  |  |  |  |  |                         |
|            |  |  |  |  |  |  |  |                       |  |  |  |  |  |  |  |                        |  |  |  |  |  |  |  | Margareta av Turenne    |
|            |  |  |  |  |  |  |  |                       |  |  |  |  |  |  |  |                        |  |  |  |  |  |  |  |                         |
|            |  |  |  |  |  |  |  | Isabella av Angoulême |  |  |  |  |  |  |  |                        |  |  |  |  |  |  |  |                         |
|            |  |  |  |  |  |  |  |                       |  |  |  |  |  |  |  |                        |  |  |  |  |  |  |  |                         |
|            |  |  |  |  |  |  |  |                       |  |  |  |  |  |  |  |                        |  |  |  |  |  |  |  | Peter I av Courtenay    |
|            |  |  |  |  |  |  |  |                       |  |  |  |  |  |  |  |                        |  |  |  |  |  |  |  |                         |
|            |  |  |  |  |  |  |  |                       |  |  |  |  |  |  |  | Alix av Courtenay      |  |  |  |  |  |  |  |                         |
|            |  |  |  |  |  |  |  |                       |  |  |  |  |  |  |  |                        |  |  |  |  |  |  |  |                         |
|            |  |  |  |  |  |  |  |                       |  |  |  |  |  |  |  |                        |  |  |  |  |  |  |  | Elisabet av Courtenay   |
|            |  |  |  |  |  |  |  |                       |  |  |  |  |  |  |  |                        |  |  |  |  |  |  |  |                         |